# Quartet de corda núm. 2 (Janáček)
El quartet de corda núm. 2 de Leoš Janáček, Cartes íntimes, va ser escrit el 1928. S'ha referit com el "manifest sobre l'amor" de Janáček. L'estrena de l'obra va tenir lloc l'11 de setembre de 1928 pel Quartet Moravià, un mes després de la mort de Janáček.

## Antecedents
L’any 1928, en els últims mesos de la seva vida, Leoš Janáček va escriure el seu Quartet de corda núm. 2, després d'una sol·licitud del České kvarteto (Quartet bohemi) per als quals va compondre els dos quartets. El mateix compositor li va posar el nom de Cartes íntimes (originalment anomenat Cartes d’amor), en una sentida dedicació a Kamila Stösslová, una dona casada de 38 anys més jove que ell, la seva musa i gran amor platònic.
La profunda relació amb Kamila va ser per a Janáček una font inigualable d’inspiració creativa, que el va portar a completar aquesta obra en només vint dies. En les seves pròpies paraules, cada nota del quartet simbolitza Kamila, a qui ell considerava una presència viva i poderosa. La composició tenia com a objectiu reflectir el caràcter de la seva relació tal com es revela en més de 700 cartes que es van intercanviar entre ells: «Et quedes darrere de qualsevol nota, viva, contundent, amorosa. La fragància del teu cos, la resplendor dels teus petons, no, realment el meu... Aquelles notes meves et besen a tot arreu... Et criden apassionadament...»
Janáček va descriure aquest quartet com a "escrit amb foc" en contrast amb les "brases" que havien inspirat les seves peces anteriors. En una carta a Kamila, va transmetre la seva sorpresa i intensitat emocional en escoltar la peça: «Van tocar el nostre quartet Cartes íntimes... L’escolto. He escrit això jo? Aquells crits d'alegria... però també de terror després d'una cançó de bressol. Exaltació, una càlida declaració d'amor, súplica; un desig desenfrenat... Estupefacció en veure't per primera vegada...»

## Estructura
Consta de quatre moviments: 
1. Andante - Con moto - Allegro
2. Adagio - Vivace
3. Moderato - Andante - Adagio
4. Allegro - Andante - Adagio

La viola assumeix un paper destacat a tota la composició, ja que amb aquest instrument es pretén personificar Kamila. La part de la viola es va escriure originalment per a una viola d'amor, tot i que la viola convencional es va substituir quan Janáček va trobar que la viola d'amor no coincidia amb la textura. Milà Škampa del Quartet Smetana ha interpretat la tercera "carta", o moviment, com un referent per al fill que Janáček i Kamila Stösslová mai van tenir junts.
L'obra és essencialment tonal encara que no en el sentit tradicional. Per exemple, l'obra es tanca amb sis acords majors de re bemoll major (l'acord favorit de Janáček), però amb la dissonància afegida d'un mi bemoll.